# Nadeo
Nadeo est un studio français de développement de jeux vidéo créé en 2000 et basé dans le 15e arrondissement de Paris. Le 5 octobre 2009, le studio indépendant est racheté par l'éditeur Ubisoft.
Le studio Nadeo est devenu célèbre en France à la suite de la sortie du premier TrackMania en 2003. Son rayonnement international est arrivé avec la sortie de Trackmania Nations en 2006. Depuis 2003, Nadeo compte plus de 40 millions de joueurs ayant joué à leurs jeux.

## Historique

### Une genèse à contre-courant
Au cours de ses études, Florent Castelnérac fonde un club amateur de développeur de jeux vidéo, avec des amis, Xavier Bouchoux, Jean-Sébastien Luce et Damien Quilot.
Castelnérac est un passionné du jeu vidéo, qui comprend sur le tard qu'il veut en faire son métier. Il trouve un premier stage chez Delphine Software, puis chez Duran Duboi, où il fait même embaucher certains des anciens camarades de son école. Pourtant au départ, l'entreprise n'est pas spécialisée dans la production de jeux vidéo. Duran Duboi et ses équipes créent principalement des outils permettant de réaliser des effets spéciaux, notamment pour le cinéma. Dans le but de créer des films d'animation, l'entreprise développe une technologie permettant de créer des images de jeux vidéo. Castelnérac est embauché pour réaliser cette tâche et pour lui, Duran Duboi « doit donc aussi faire un jeu vidéo ». Il dévoile plus tard que la réalisation d'un jeu vidéo est même une contre-partie à son embauche et le développement de ce moteur de jeu. Selon certaines rumeurs, Duran Duboi est également poussé vers le jeu vidéo par Hérold, un passionné de voile, qui impose le développement d'un jeu sur ce thème, Virtual Skipper qui sort en 2000. Par la suite les membres de ce petit cercle formeront les bases du studio de développement Nadeo, officiellement fondé en 2000. Nadéo est un terme choisi dans une liste générée aléatoirement.
L'équipe cherche à plaire aux grands éditeurs « en pensant au marché ». Pour la petite entreprise, c'est le parcours du combattant. Nadeo envoie énormément de documents de présentation, des maquettes, des études de positionnement. Mais les éditeurs veulent toujours en voir plus et aucun ne donnent réellement suite. Nadeo perd du temps, de l'argent et s'épuise financièrement. L'équipe participe à la réalisation de Virtual Skipper 2, pour aider Duran Duboi, qui se retire du secteur du développement du jeu vidéo. Ce jeu est édité par Focus Home Interactive. Ce dernier ne finance pas la production, mais offre un meilleur pourcentage sur les ventes et un minimum garanti à la livraison du jeu.
Nadeo développe un prototype de jeu de course qui marie son moteur physique appelé Gamebox, et les outils de construction que l'équipe a créé. Les éditeurs ne sont pas non-plus emballé par le concept, et conseillent même parfois à Nadeo d'arrêter de faire des jeux. Après près de trois années à suivre cette voie, Nadeo passe par un redressement judiciaire en 2003. Focus leur offre alors un gros minimum garanti pour réaliser Virtual Skipper 3 et accepte de distribuer TrackMania,.

### L'engouementTrackMania

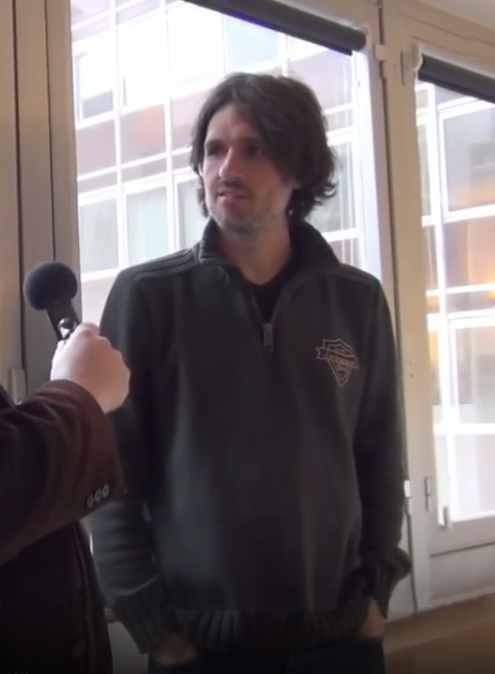
Florent Castelnérac, directeur de Nadeo (photo de 2013).

S'appuyant sur les conseils de la communauté et une politique de publications fréquentes, souvent gratuites, Nadeo développe progressivement le concept de TrackMania jusqu'en 2010, et produit plusieurs jeux, à l'aide d'un petite équipe d'une douzaine de personnes,. Dès 2005, Nadeo développe une suite du nom de TrackMania Sunrise uniquement sur PC qui possède un moteur graphique amélioré, trois nouveaux environnements et de nouveaux modes de jeu. Elle développe aussi en fin d'année TrackMania Sunrise Extreme, son extension. En 2006, Nadeo crée TrackMania Nations, un jeu dans un univers sport consacré à la compétition en ligne, développé spécialement pour l'eSports World Convention. Fin 2006, Nadeo publie un nouveau jeu intitulé TrackMania United, dont l'intérêt essentiel est de regrouper tous les environnements créés jusque-là dans les précédents jeux,. En 2008, Nadeo publie TrackMania United Forever et TrackMania Nations Forever, deux extensions destinées à United et Nations, qui permettent principalement de jouer à ces deux jeux ensemble en multijoueur,,.
Par la suite, Nadeo externalise le portage de la franchise TrackMania sur plates-formes Nintendo chez Firebrand Games. En 2008, sort TrackMania DS sur Nintendo DS, et en 2010, TrackMania sur Wii et TrackMania Turbo sur DS.
Parallèlement, Nadeo réalise la série Virtual Skipper et comme les jeux de la série TrackMania, est éditée par Focus Home Interactive.

### Rachat par Ubisoft
Nadeo est racheté par Ubisoft en 2009. Cette année-là, Nadeo publie Maniaplanet, une plateforme de jeu, de distribution de contenu en ligne et de gestion des jeux développés par Nadeo.
À partir de 2011, Nadeo développe une série de jeux sur PC intitulée TrackMania², proposant chacun un environnement particulier. TrackMania²: Canyon parait en 2011, TrackMania²: Stadium en 2013, TrackMania²: Valley en 2013, TrackMania²: Lagoon en 2017. Les environnements sont inédits, sauf Stadium qui reprend l'univers du sport de celui de TrackMania Nations, mais l'intérêt essentiel est la possibilité de créer des modes de jeu personnalisés,,,.
En 2011, Nadeo Live est créé. C'est une équipe indépendante de Nadeo chargée de promouvoir et de gérer tout ce qui se passe autour des jeux Nadeo (support, communauté, eSport).
TrackMania reste très longtemps sur la plate-forme PC et met beaucoup de temps pour trouver sa voie et arriver sur console. Cependant en 2016, Nadeo opte pour la première fois pour une publication multiplate-formes avec un nouveau jeu intitulé TrackMania Turbo, et réussit à transposer tous les fondamentaux de la série, entre autres sur PlayStation 4 et Xbox One. Celui-ci présente des nouveautés telles que la génération procédurale de pistes, la conduite d'un véhicule à deux et une compatibilité avec Oculus Rift,.
Nadeo développe le jeu de tir à la première personne ShootMania Storm qui est édité en 2013.

## Liste de jeux
Jusqu'en 2009, tous les jeux sont sortis sous Windows et ont été édités par Focus Home Interactive. Depuis 2009, les jeux Nadeo sont édités par Ubisoft.
| Titre                                         | Année | Plateformes |
| --------------------------------------------- | ----- | ----------- |
| Virtual Skipper 2                             | 2002  | Windows     |
| TrackMania                                    | 2003  | Windows     |
| Virtual Skipper 3                             | 2003  | Windows     |
| TrackMania: Power Up!                         | 2004  | Windows     |
| TrackMania Original                           | 2005  | Windows     |
| TrackMania Sunrise                            | 2005  | Windows     |
| TrackMania Sunrise: eXtreme!                  | 2005  | Windows     |
| Virtual Skipper 4                             | 2005  | Windows     |
| TrackMania Nations                            | 2006  | Windows     |
| TrackMania United                             | 2006  | Windows     |
| Virtual Skipper 5: 32nd America's Cup, le jeu | 2007  | Windows     |
| Virtual Skipper Online                        | 2007  | Windows     |
| TrackMania Nations Forever                    | 2008  | Windows     |
| TrackMania United Forever                     | 2008  | Windows     |

| Titre               | Année | Plateformes                                                                                |
| ------------------- | ----- | ------------------------------------------------------------------------------------------ |
| TrackMania² Canyon  | 2011  | Windows                                                                                    |
| ShootMania Storm    | 2013  | Windows                                                                                    |
| TrackMania² Stadium | 2013  | Windows                                                                                    |
| TrackMania² Valley  | 2013  | Windows                                                                                    |
| TrackMania Turbo    | 2016  | Windows, PlayStation 4, Xbox One                                                           |
| TrackMania² Lagoon  | 2017  | Windows                                                                                    |
| TrackMania          | 2020  | Windows, Amazon Luna, Xbox One, Xbox Series X, Xbox Series S, PlayStation 4, PlayStation 5 |

## Controverse
En septembre 2020, à la suite de précédentes controverses chez Ubisoft, Nadeo fait l'objet d'une enquête sur le site Numerama exposant des méthodes de management brutales et la mise sous pression des employés de l'entreprise. L'enquête évoque particulièrement « l’emprise de Florent Castelnérac » sur les employés et il est accusé de faits de harcèlement moral. Celui-ci affirme que « l’intégrité [de Nadeo] est jugée solide, à 100 % », en s'appuyant sur une étude réalisée par le cabinet de conseil Great Place to Work.
En avril 2022, un nouvel article du site Numerama remarque que les pages consacrées à Nadeo et à son directeur Florent Castelnérac sur l'encyclopédie Wikipédia ont été ciblées par des modifications semblant relever de la volonté de maquiller cette controverse.